# Das boxende Känguruh
Das boxende Känguruh (da.: Den boksende kænguru) er en tysk stumfilm fra 1895 af Max Skladanowsky.
Den knap 20 sekunder lange film viser en mand, der bokser mod en levende kænguru i Cirkus Busch.
Filmen er den første film med "levende billeder", der blev vist ved en offentlig visning i Tyskland, og havde premiere den 1. november 1895.
Den "banebrydende produktion" var ifølge mediet WildFilmHistory, "en kæmpe succes".